# Raphael Giveon
Raphael Giveon, geboren Richard Grüneberg (* 8. Februar 1916 in Elberfeld (heute Wuppertal); † 7. August 1985 in Israel), war ein deutsch-israelischer Ägyptologe.

## Leben
Giveon entstammte einer jüdischen Familie, die in Elberfeld lebte. Seine Eltern waren der Textilvertreter Ludwig Grüneberg und dessen Frau Sophie, geb. Mendel (1876–1943). Beide wurden 1942 verhaftet und nach Theresienstadt deportiert, wo sie im Jahr darauf verstarben. Sie hatten außerdem einen älteren Sohn Rudolf, der später in Edinburgh lebte, und eine Tochter Ilse verh. Lodner, die nach Israel ging.
Durch seinen Onkel Leo Grüneberg kam Giveon früh mit der zionistischen Bewegung in Berührung. Nach der Mittleren Reife und einer Tätigkeit als Tischler besuchte er einen Vorbereitungslehrgang (Hachschara) für Palästina-Auswanderer in Berlin. Mit 18 Jahren trat er der Hashomer Hatzair bei, wo er eine aktive Rolle spielte. Er studierte in England, später an der Universität in Paris. 1938 erlebte er die Reichspogromnacht in Elberfeld. Dann hielt er sich in Wien auf, wo sich die Hashomer Hatzair nach Erstarken des Nationalsozialismus konzentrierte. Dort lernte er auch seine zukünftige Frau kennen. Kurz vor Kriegsausbruch half Giveon dabei, eine Gruppe jugendlicher Juden nach Israel zu bringen. Anschließend ging er im Auftrag der Bewegung nach England, wo er vorübergehend als deutscher Staatsbürger in einem Gefangenenlager interniert wurde, nach Bekanntwerden seiner Gesinnung aber wieder freigelassen wurde und eine Hauptposition in der zionistischen Bewegung einnahm.
1945 wanderte er mit seiner Frau nach Palästina aus, wo sie eine Familie gründeten und zwei Töchter bekamen. Er arbeitete im Kibbuz Mischmar haEmek als Landarbeiter. Parallel dazu betätigte er sich als Helfer bei archäologischen Ausgrabungen und studierte anschließend Archäologie. In den 1950er Jahren veröffentlichte er Artikel über die Archäologie des Nahen Ostens. Nach der Promotion in den frühen 1960ern und Habilitation übernahm er den Lehrstuhl für Ägyptologie an der Universität Tel Aviv. Giveon publizierte Bücher zu seinem Fachgebiet, die in mehrere Sprachen übersetzt wurden. Er starb 1985 in Israel. In Wuppertal ist seit 2002 eine Straße nach ihm benannt.

## Publikationen (Auswahl)
- Les Bédouins Shosou des documents égyptiens. Brill, Leiden 1971.
- The stones of Sinai speak. Gakuseisha, Tokyo 1978.
- The impact of Egypt on Canaan: iconographical and related studies. Universitätsverlag, Freiburg (CH); Vandenhoeck & Ruprecht, Göttingen  1978, ISBN 3-72780-181-6.
- Egyptian scarabs from Western Asia from the collections of the British Museum. Universitätsverlag, Freiburg (CH); Vandenhoeck & Ruprecht, Göttingen 1985, ISBN 3-72780-332-0.
- Egyptian scarabs and seals from Acco from the collection of the Israel Department of Antiquities and Museums. Universitätsverlag, Freiburg (CH) 1986, ISBN 3-72780-371-1.
- Scarabs from recent excavations in Israel. Universitätsverlag, Freiburg (CH); Vandenhoeck & Ruprecht, Göttingen 1988, ISBN 3-72780-581-1.